# Симпер, Ник
Николас Джон Симпер (англ. Nicholas John Simper; 3 ноября 1945, Норвуд Грин, Саутхол, Мидлсекс, Англия) — британский бас-гитарист, наиболее известен как один из основателей группы Deep Purple.
До создания Deep Purple играл в составе различных групп, в том числе в составе The Flower Pot Men вместе с Джоном Лордом. Записал с Deep Purple три альбома. В июле 1969 года был вынужден покинуть группу; при уходе из группы получил единовременную компенсацию в размере 10 тыс. фунтов, но потерял право на отчисления от прибыли с продажи альбомов с его участием.
После Deep Purple играл в сопровождающем состав певицы Марши Хант, а параллельно занялся организацией новой команды. Ник хотел привлечь к сотрудничеству известных в то время музыкантов Альберта Ли и Мика Андервуда, но этот альянс не состоялся. Вместо них в проект, получивший название Warhorse (первоначальный вариант — Iron Horse), попали Рик Уэйкман (клавишные), Гед Пек (гитара), Эшли Холт (вокал) и Мак Пул (ударные). Уэйкман оказался ненадёжным партнёром и ещё до того, как группа успела появиться в студии, сбежал в Yes.

## Группы, в которых играл Ник Симпер
- The Renegades (1960—1961)
- The Delta Five (1961—1963)
- Some Other Guys (1963—1964),
- Buddy Britten & The Regents (переименованные в Simon Raven Cult) (1964—1966)
- Johnny Kidd & The Pirates (1966—1967)
- The Flower Pot Men (1967—1968)
- Roundabout (1968)
- Deep Purple (1968—1969)
- Marsha Hunt (1969)
- Warhorse (1969—1974)
- Nick Simper’s Dynamite (1975)
- Flying Fox (1977—1984)
- Fandango (1977—1983) (не путать с одноимённой американской группой, в которой пел Джо Линн Тёрнер)
- The Good Ol’ Boys (1985—настоящее время)
- Quatermass II (1994—1997)